# Џез
Џез (енгл. jazz) музички је жанр који је настао у афроамеричким заједницама Њу Орлеанса у САД у касном 19. и раном 20. веку, и развио се из корена у блузу и регтајму. Од доба џеза из 1920-их, џез је почео да бива препознат као једна од главних форми музичког изражавања. Он се затим појавио у виду независних традиционалних и популарних стилова, који су сви повезани заједничким везама афричкоамеричког и европскоамеричког музичког порекла са оријентацијом на извођењу. Џез одликују свинг и блуз ноте, вокали позива и одговора, полиритмија и импровизација. Џез има корене у западноафричком културном и музичком изражавању, и у афроамеричкој музичкој традицији укључујући блуз и регтајм, као и у музици европских војних лимених бендова. Мада је основа џеза дубоко укорењена у црначком искуству Сједињених Држава, различите културе су допринеле њиховом сопстевеном искуству и стиловима уметничке форме. Интелектуалци широм света су поздрављали џез као „једну од америчких оригиналних уметничких форми“.
Основне музичке карактеристике су: синкопа, вибрато и стална музичка пулсација у такту 4/4, која нема одговарајућу паралелу у класичној музици. Најуобичајенија форма је тема са варијацијама које се импровизују на стални хармонијски скелет оригиналне теме. Услед тога су ствараоци у џезу извођачи, а не композитори као у класичној музици.
Централни инструмент сваког џез-ансамбла је бубањ са помоћним удараљкама, који са клавиром, гитаром и контрабасом чини ритам-секцију. Нарочито се примјењују дувачки инструменти (саксофон, кларинет, труба и тромбон, мада понекад се користе и флаута, обоа, рог и вибрафон). Величина ансамбла варира од трија до пуног симфонијског џез-оркестра, у коме сваки инструмент може имати улогу солисте. Док у малим ансамблима сви инструменти импровизују на задату тему, џез-оркестар се служи писаним аранжманима, а импровизују само поједини солисти. Мада џез музика не искључује могућност плесања, она се приближује више типу класичне концертне музике него плесној музици и оштро се разликује од шлагера.
Како се џез узимао маха широм света, он је попримао различите националне, регионалне, и локалне музичко културне утицаје, што је довело до настанка многих особених стилова. Њу Орлеански џез се јавио током раних 1910-их, комбинујући постојеће маршеве војних оркестара, француске квадриле, бегин, регтајм и блуз са колективном полифоном импровизацијом. Током 1930-их, високо уређени плесно-оријентисани свинг велики бендови, блузолики импровизациони стил џеза Канзас Ситија, и цигански џез (стил који је наглашавао музетске валцере) били су проминентни стилови. Би-бап се појавио током 1940-их, премештајући џез из плесне популарне музике ка више захтевној „музичарској музици“ која се свирала бржим темпом и у већој мери користила акордно-базирану импровизацију. Кул џез развијен крајем 1940-их, увео је смиреније, глађе звукова и дуге, линеарне мелодијске линије.
Период 1950-их је био праћен појавом фри џеза, који је истраживао свирање без регуларног метра, такта и формалних структура, а средином 1950-их, појавио се хард бап, који је увео утицаје из ритма и блуза, госпела и блуза, посебно у саксофонском и клавирском свирању. Модални џез се развио током касних 1950-их, користећи мод, или музичку скалу, као основу музичке структуре и импровизације. Џез-рок фузија се појавила у касним 1960-тим и раним 1970-тим, комбинујући џез импровизацију са ритмовима рок музике, електричним инструментима, и високо појачаним сценским звуком. У раним 1980-тим, комерцијална форма џез фузије звана смуд џез је постала успешна, остварујући знатну радио заступљеност. Други стилови и жанрови су били изобилно заступљени у 2000-тим, као што су латински и афрокубански џез.

## Етимологија и дефиниција
Питање порекла речи  је резултирало у знатном истраживању, те је њена историја добро документована. Сматра се да је сродна са jasm, сленг термином који датира из 1860. са значењем „полет, енергија“. Најранији записани рекорд речи је у чланку из 1912. у новинама Лос Анђелес тајмс у коме је питчер ниже лиге бејзбола описао бацање које је он називао jazz ball „јер се клати и једноставно не можете ништа учинити с тим“.
Употреба речи у музичком контексту је била документована још 1915. у Чикаго трибјуну. Њена прва документована употреба у музичком контексту у Њу Орлеансу је била 14. новембера 1916. у новинама Times-Picayune у чланку о „jas бендовима“. У једном интервјуу са , музичар Јуби Блејк је понудио своје сећања оригиналне сленг конотације термина, говорећи: „Кад га је Бродвеј преузео, они су га звали J-A-Z-Z, мада се то није тако звалао. Реч се писала са J-A-S-S, што је било прљаво, и ако сте знали о чему се ради, не бисте то рекли испред дама.“ Америчко друштво дијалеката је именовало џез речју 20. века.
Показало се да је веома тешко дефинисати џез, пошто је он обухватао тако шириок опсег музике која покрива период од преко 100 годна, од регтајма до 2010-ере роком-прожете фузије. Било је покушаја да се дефинише џез из перспективе других музичких традиција, као што је европска музичка историја афричке музике. Критичар Јоахим-Ернст Берендт сматра да његов мандат и његова дефиниција треба да буду шири, дефинишући џез као „форму уметничке музике која води порекло из Сједињених Држава кроз конфронтацију црначке и европске музике“ и тврди да се он разликује од европске музике по томе што џез има „специјални однос с временом дефинисаним као 'свинг'“, да обухвата „спонтаност и виталност музичке продукције у којој импровизација игра улогу“ и да садржи „звучност и начин фразирања који одражава индивидуалност извођачког џез музичара“. По мишљењу Роберта Кристгауа, „већина нас би рекла да је измишљање значења уз опуштеност у основи и обећање џеза“.
Ширу дефиницију која обухвата све радикално различите области џеза је предложио Травис Џаксон: „то је музика која обухвата квалитете као што је свинг, импровизацију, групну интеракцију, развијање 'индивидуалног гласа' и отварање различитих музичких могућности“. Крин Гибард је дао један преглед дискусије о дефиницијама, наводећи да је „џез констракт“ који мада је вештачки, још увек је користан за означавање „бројних музичких праваца са довољно заједничког да се схвате као део кохерентне традиције“. За разлику од напора коментатора и ентузијаста одређених типова џеза, који су се залагали за уже дефиниције које искључују друге типове, сами музичари обично нерадо дефинишу музику коју свирају. Како Дјук Елингтон, један од најпознатијих фигура џеза каже: „То је све музика“.

## Историја
У историјату џеза први период, назван „Њу Орлеанс“, по месту постанка и настао је мешавином музике америчких црнаца и европске музике, завршава се око 1918. године.
После Првог светског рата створен је нови стил, назван „диксиленд“, у коме важну улогу има колективна импровизација.
Око 1930. године, неколико истакнутих музичара, међу којима кларинетиста Бени Гудмен, створило је свинг, који се ослања на звучност великих оркестара и писане аранжмане.
У току Другог светског рата, заслугом саксофонисте Чарлија Паркера, пијанисте Телонијуса Монка и трубача Дизија Гилеспија, створен је стил по имену би-бап - он се од свинга разликује ситнијом ритмичком поделом и већом хармонском сложеношћу, у којој се огледа утицај европске музике.
Даљи корак у истом правцу представљао је и кул, створен око 1950. године док је последња струја, настала око 1956. године, названа модерн бап.

## Музичке карактеристике џеза
Основна карактеристика џеза је импровизација, мада сав џез није импровизација већ се састоји од заданих и импровизованих делова. Џез импровизација најчешће има облик теме с варијацијама. Тема је најчешће нека популарна песма од 32 такта. Темељни хармонијски узорак од 32 такта зове се хорус. Импровизатор варира изворну мелодију мењајући јој висину и ритам. Неке варијације могу бити сличне оригиналној теми, док се друге од ње битно удаљавају.
Током времена се импровизација развијала. Она је била главни елемент афричке и афроамеричке музике те се у почетку изводила на начин позива анд респонса тј. начин код којега се измењују појединац и група. Код ране блуз музике исто тако је био заступљен начин позива и респонса, али се у њој импровизирао и текст. У Њу Орлеанском џез стилу музичари су наизменично импровизовали мелодију, док је у свингу импровизација је сведена на минимум јер велики бендови свирају искључиво написану музику.
Три најзначајније ритамске карактеристике џеза су синкопирани ритам, слобода извођења и сталан ритмички пулс. Џез музичари су имали слободу извођења тј. могли су успоравати или убрзавати ритамске фигуре. Мера џез композиција је четвородобна, с честим нагласцима лаких доба – другог и четвртог. Како се џез импровизација развијала, ритам је постајао све неправилнији и сложенији. У ритму је највећи део црначког утицаја на џез.
Џез мелодије исто су тако флексибилне као и ритам. У почетку се употребљавала европска дијатонска лествица нешто измењена црначким системом скала блуз лествица. Касније се звук ослобађа па на пример у фри џезу музичари одбацују задани тоналитет. Џез музичари такође траже већу изражајност и индивидуалност звука. Индивидуалност звука се постиже посебним начинима свирања који укључују „плаве ноте“, упорабу вибрата и глисанда. Тонска грађа џеза је дурска лествица са сниженим 3., 5. и 7. ступњем.
Џез најчешће свира мала група – комбо од 2 до 8 извођача или велика група – велик бенд од 10 до 15 извођача. Темељ извођачког састава је ритамска секција која се најчешће састоји од клавира, контрабаса, удараљки, понекад бенџа или бас-гитаре. Солистички инструменти су: корнет, труба, саксофон (сопран, алт, тенор, баритон), клавир, кларинет, вибрафон, тромбон и др. Сваком било већем или мањем саставу својствена је солистичка постава. Принцип свирања није стварање хомогеног звука, већ напротив истицање разлика у инструменталним бојама. Сваки велики солист има свој индивидуални незамењиви тон. Лимени дувачи могу стварати занимљиве боје употребом различитих пригушивача – сордина. То су: обични сордино, торпедо сордино и лончасти сордино. Богатство звуковних боја постиже се и спајањем различитих инструмената, било солистичких или у групама. Ансамбли појединих стилова разликовали су се по броју и врсти инструмената, као и по припадности појединог инструмента ритамској или мелодијској секцији. Важнији инструменти старијег стила били су труба (корнет) и кларинет, који је касније изгубио на важности. Бубњеви се у доба бе-бопа обогаћују серијом афрокубанских инструмената. Гудачи, осим виолине и контрабаса, нису имали важније улоге. Гитара, некад у ритамској групи, данас припада претежно мелодијској групи. У бе-бопу се мелодијски инструменти, труба и саксофон, понекад придружују ритамској групи. Понекад у џез-банд улазе и обоа и флаута. Класична постава инструмената се у новије време обогаћује низом нових ретких инструмената, посебно из фолклора разних земаља. Тако се у фрее јазу користе алпски рог, ситар, фруле и различите удараљке. Уз њих се сусрећу и инструменти с електричним појачалима, као што су гитара, контрабас, клавир и вибрафон, па трубе и саксофони.

## Познати представници
Великој популарности и универзалности џез-музике допринели су не само хетерогени елементи његовог уметничког израза него и сами њени пропагатори, извођачи који су махом велики виртуози на својим инструментима:
- трубачи: Кинг Оливер, Луис Армстронг, Дизи Гилеспи, Хари Џејмс, Мајлс Дејвис, Винтон Марсалис...
- кларинетисти: Бени Гудмен, Сидни Беше, Миленко Стефановић, Михаило Живановић...
- саксофонисти: Чарли Паркер, Лестер Јанг, Колмен Хокинс, Сони Ролинс, Џон Колтрејн, Вејн Шортер, Михаило Живановић...
- пијанисти: Дјук Елингтон, Фетс Волер, Арт Тејтум, Каунт Бејзи, Телонијус Манк, Херби Хенкок, Чик Корија...
- вибрафонисти: Лајонел Хемптон, Гери Бартон....
- гитаристи: Џанго Рајнхарт, Чарли Берд, Џон Маклохлин, Пет Метини, Френк Запа, Ал Ди Меола, Војкан Ђоновић..
- певачи: Беси Смит, Били Холидеј, Ела Фицџералд...
- вође великих оркестара: Бени Гудмен, Глен Милер, Каунт Бејзи, Стен Кентон...

## Утицај на остале стилове музике и композиторе
Идиоме џеза је са успехом применио у својим композицијама и Џорџ Гершвин, а делимично је џез утицао и на многе друге композиторе класичног смера: Игор Стравински, Паул Хиндемит, Курт Вајл, Ернест Кшенек, Даријус Мило, Ролф Либерман и др.